# Levidorum hartmanae
Levidorum hartmanae är en ringmaskart som beskrevs av Perkins 1987. Levidorum hartmanae ingår i släktet Levidorum och familjen Levidoridae.
Artens utbredningsområde är Mexikanska golfen. Inga underarter finns listade i Catalogue of Life.